# 达伊拉戈
达伊拉戈（義大利語：Dairago），是意大利米兰省的一个市镇。总面积5.63平方公里，人口5602人，人口密度995.0人/平方公里（2009年）。国家统计（ISTAT）代码为015099。